# Aloe indica
Aloe indica é uma espécie de liliopsida do gênero Aloe, pertencente à família Asphodelaceae.